# 1575年公眾告發人法令
《1575年公眾告發人法令》（英語：Common Informers Act 1575；18 Eliz 1 c 5）是英格蘭國會的一項法令。
整部法令由《1958年成文法編正法令》第2條及附表2廢除。